# Výbor na obranu republiky
Výbor na obranu republiky, jinak také Výbor obrany republiky, byl politický orgán, vytvořený 21. září 1938 skupinou poslanců Národního shromáždění, požadujících rozhodnou obranu republiky proti agresi nacistického Německa a jeho páté kolony. Byl reakcí na přijetí berchtesgadenských podmínek po britsko-francouzském ultimátu. Předsedou byl Ladislav Rašín.
30. září 1938 výbor intervenoval u prezidenta Beneše proti přijetí Mnichovského diktátu. V dalších dnech se výbor rozpadl.

## Členové výboru
Neformální charakter výboru způsobuje nejednoznačnost v seznamu členů, nejčastěji bývají zmiňováni:
- Ladislav Rašín (NSj)
- Vlastimil Klíma (NSj)
- František Toušek (NSj)
- Ferdinand Richter (ČSNS)
- Jaroslav Stránský (ČSNS)
- Josef David (ČSNS)
- Bohumil Stašek (ČSL)
- Klement Gottwald (KSČ)
- Václav Kopecký (KSČ)
- Jan Šverma (KSČ)